# Thaur
Thaur é um município da Áustria, situado no distrito de Innsbruck-Land, no estado do Tirol. Tem 21,04 km² de área e sua população em 2019 foi estimada em 3.999 habitantes.